# Vereniging voor Internationale Relaties
De Vereniging voor Internationale Relaties, afgekort VIRA, is een Vlaamse vereniging in 1963 opgericht om de Europese gedachte en internationale samenwerking te bevorderen. Het is een forum waar eerstehands informatie en praktijkgetuigenissen over geopolitieke- en veiligheidsvraagstukken met een bijzondere aandacht voor de Europese Unie worden uitgewisseld.

## Geschiedenis
De Vereniging voor Internationale Relaties werd op 22 november 1963 opgericht in aanwezigheid van premier Théo Lefèvre. Deze eerste vergadering werd verstoord door het overlijden van Amerikaans president John F. Kennedy. De stichtingsakte werd op 21 januari 1064 ondertekend. Onder de initiatiefnemers waren Albert van Houtte (griffier van het Europees Hof van Justitie), Frans Van Mechelen (voorzitter van de Bond van Grote en Jonge Gezinnen), Emmanuel Coppieters de ter Zaele (directeur-generaal van het Koninklijk Instituut voor Internationale Betrekkingen) en Johan Fleerackers (bestuurder bij Nederlands-Vlaamse verenigingen). Na enkele jaren werd een beschermcomité samengesteld, waarin onder meer Hendrik Fayat (minister van Buitenlandse Handel), Fernand Collin (voorzitter van de Kredietbank) en Marcel Styns (hoofdredacteur van Het Laatste Nieuws) zetelden. Ook prominente Nederlanders werden bij dit comité betrokken, met name Sicco Mansholt (vicevoorzitter van de Europese Commissie), Maan Sassen (lid van de Euratomcommissie) en Dirk Spierenburg (permanente vertegenwoordiger bij de Europese Economische Gemeenschap).
In de beginjaren was VIRA sterk gericht op de Europese Economische Gemeenschap. Na enkele jaren verschoof het werkterrein van louter Europese aangelegenheden naar ook internationale betrekkingen op het gebied van de meer algemene internationale, politieke, sociaaleconomische en financieel-monetaire problemen.

## Voorzitters
| Periode      | Voorzitter         |
| ------------ | ------------------ |
| 1964 - 1966  | Albert van Houtte  |
| 1966 - 1969  | Jef Van Bilsen     |
| 1969 - 1972  | Albert Coppé       |
| 1972 - 1975  | Leo Cappuyns       |
| 1975 - 1984  | Prosper Thuysbaert |
| 1984 - 1987  | Frans Baekelandt   |
| 1987 - 2008  | Jan Vanden Bloock  |
| 2008 - 2012  | Willy Stevens      |
| 2012 - heden | Johan Swinnen      |